# Октавий Ленат
Октавий Ленат (на латински: Octavius Laenas) e политик и сенатор на ранната Римска империя и има връзка с Юлиево-Клавдиева династия. По майчина линия е чичо на бъдещия император Нерва.

## Биография
Произлиза от фамилията Октавии. Син в на Гай Октавий Ленат, който е суфектконсул през 33 г. Брат е на Сергия Плавтила, която се омъжва през 30 или 35 г. за Марк Кокцей Нерва (консул 40 г.) и е майка на бъдещия император Нерва.
Октавий Ленат се жени за Рубелия Баса (* 33 – 38 г.), дъщеря на Гай Рубелий Бланд (суфектконсул 18 г.) и на Юлия, дъщерята на Друз Младши. Рубелия е сестра на Рубелий Плавт и правнучка на император Тиберий и Випсания Агрипина.
Той е дядо на Сергий Октавий Ленат Понтиан (консул 131 г.).